# Fender Vibrasonic
Fender Vibrasonic je gitarsko cijevno pojačalo koje je Fender proizvodio od 1959. – 1963. godine.
 Model Vibrasonic kao vodeći debitant bio je predstavljen i smatran vrhunskim top-modelom. Naime, bio je jedan od šest modela (novi blackface stil, presvučen u Tolex tkaninu) Fenderove "Professional Series" linije pojačala, koja se svojim dizajnom uspješno (jedno kratko vrijeme) nametnula tadašnjoj kvaliteti Fender Twin modela pojačala. Izuzev nekoliko manjih različitosti (transformatora, i elektriničkih komponenti), svih šest modela dijele gotovo identične sastavnice.  Od novina, u model je ugrađen novi tip ispravljača (Dioda - silicij) kojoj je bila zadaća da smanji grijanje ploče, i pojednostavi servisiranje, a po prvi puta je ugrađen zvučnik proizveden u James B. Lansing tvrtci, koji se u odnosu na snagu Jensen zvučnika pokazao daleko superiornijim. Novi dizajn isticao je npr.: kontrolnu ploču s potovima (sada smiještenu sprijeda modela), i blackface stil oblaganja kabineta modela, koji je postupno zamijenio Tweed tkaninu koja prevladava tijekom '50-ih godina. Samo najranije proizvedeni modeli dizajnirani su s metalnim potovima na kontrolnoj ploči.
| Karakteristike          | Karakteristike                       |
| ----------------------- | ------------------------------------ |
| Godina proizvodnje      | 1959. – 1963.                        |
| Elektronički krug/model | 5G13, 6G13-A                         |
| Cijevi u pojačalu       | 5G13: 2 x 6L6GC 6G13-A: 2 x 5881.    |
| Cijevi u pretpojačalu   | 7025. (svijetli i normal ulaz)       |
| Dostupan                | kombo                                |
| Efektivna snaga         | 35W                                  |
| Efekti                  | tremolo                              |
| Kanali                  | 2 (normal i vibrato)                 |
| Zvučnik                 | 1 x 15", otpora 8Ω, model JBL D-130F |
| Ispravljač              | solid state                          |

### "Custom" Vibrasonic
Model Custom Vibrasonic (ne Vibrosonic) Fender je proizvodio od 1995. – 1996. godine. To je gitarsko cijevno, kombo pojačalo, koje se razlikuje od izvornog Fender Vibrosonic Reverb modela. U Custom Vibrasonicu efekti reverb i tremolo kontroliraju se pomoću podne papučice, i aktivni su na oba kanala. Zbog vjerojatno jeftinijeg načina da se dobije izlaz EFX iz tih kanala, V1B i V2B su dizajnirani kao zasebne ploče s cijevima. Obje ploče umrežene su neovisno jedna o drugoj paralelnim spojem. Druga nelogičnost je ta da su dizajneri u fazu pretvarača ugradili cijev 12AX7 umjesto 12AT7 cijevi, jer model s opterćenjem od 100W izlazne snage u tom stadiju stvorit će kao produkt veliki "hum", kojeg cijev 12AX7 ne može kvalitetno uravnotežiti.
| Karakteristike          | Karakteristike                                |
| ----------------------- | --------------------------------------------- |
| Godina proizvodnje      | 1995. – 1996.                                 |
| Elektronički krug/model | - - - -                                       |
| Cijevi u pojačalu       | 4 x 6L6GC                                     |
| Cijevi u pretpojačalu   | steel ulaz: 12AX7 gitara ulaz:12AX7 i ½ 12AX7 |
| Dostupan                | kombo                                         |
| Efektivna snaga         | 100W                                          |
| Efekti                  | tremolo i reverb                              |
| Kanali                  | 2 (normal i steel)                            |
| Zvučnik                 | 1 x 15", otpora 4Ω, model Eminence            |
| Ispravljač              | solid state                                   |

## Vanjske poveznice
- "Fender - shematski podsjetnik"  Arhivirana inačica izvorne stranice od 26. travnja 2012. (Wayback Machine)
- "Fender Vibrasonic na ampwares.com"  Arhivirana inačica izvorne stranice od 5. ožujka 2016. (Wayback Machine)
- "Fender Vibrasonic na thevintagesound.com"  Arhivirana inačica izvorne stranice od 4. veljače 2012. (Wayback Machine)